# Eudorcas rufifrons
Eudorcas rufifrons — широко, але нерівномірно, розповсюджений джейран у середині Африки від Сенегалу до північно-східної Ефіопії. Мешкає в основному в зоні Сахель, вузькій смузі через Африку на південь від Сахари, де віддає перевагу посушливим лукам, лісистим саванам і чагарниковим степам.

## Опис
Самець і самиця подібні за розміром і обоє мають s-подібні роги. Eudorcas rufifrons має світло-червоно-коричневе забарвлення по всьому тілу, за винятком білого низу та крупа. Має виразну тонку (2–4 см заввишки) чорну смугу, яка тягнеться від ліктя до коліна (задня нога). Обличчя облямоване парою білих смуг, що проходять від очей до куточка рота, які є більш чіткими, ніж блідо-білі смуги, що проходять по морді Eudorcas rufina, тварини, яку зазвичай плутають з цею. Має хвіст із чорним пучком.
Середня вага коливається від 7.8 кг у молодих оленят до 29.7 кг у дорослих особин, а висота в плечах коливається від 38.7 см у молодих до 68.7 см у дорослих.

## Поширення і середовище проживання
Батьківщиною Eudorcas rufifrons є Буркіна-Фасо, Камерун, Центральноафриканська Республіка, Чад, Еритрея, Ефіопія, Малі, Мавританія, Нігер, Нігерія, Сенегал, Південний Судан і Судан. Вид займає такі середовища проживання, як напівпосушливі луки, савани, савана-лісиста місцевість і чагарникові зони. Він здатний адаптуватися до великих пасовищ і покинутих сільськогосподарських угідь, якщо є певне покриття. Сезонно переміщується між різними місцями існування.

## Екологія та поведінка
Вони мешкають у зоні Сахеля, але погано пристосовані до посушливих умов. Під час дощів вони живитимуться вздовж південного краю Сахари, але під час сухого сезону повинні мігрувати на південь, щоб знайти достатньо води. Навіть там, де він відносно поширений, щільність популяції зазвичай становить лише 0.3–0.7 тварин на квадратний кілометр.
Eudorcas rufifrons живуть поодинці, парами чи невеликими групами не більше шести особин. Іноді зустрічаються стада чисельністю до 15 особин.
Споживає Eudorcas rufifrons передусім трав'янисту рослинність, але також листя з дерев і чагарників. До хижаків належать лев, леопард, гепард, гієна, строкатий пес.
Eudorcas rufifrons народжує одне дитинча після періоду вагітності 184–189 днів. Дитинча, швидше за все, відлучиться від молока приблизно через три місяці. Матері ховають немовлят і відвідують їх для годування. Тривалість життя газелі в неволі до 14,5 років. Розмноження в дикій природі може відбуватися протягом більшої частини року.

## Статус
Загальна популяція Eudorcas rufifrons оцінюється приблизно в 25 000 особин, і їх популяція має тенденцію до зменшення. Загрози включають незаконне полювання, погіршення середовища проживання та конкуренцію з домашньою худобою. Надмірне випасання худоби в його середовищі існування виганяє його в інше місце, як і розчищення землі для ведення сільського господарства. Значні підпопуляції тепер скоротилися до розпорошених залишкових популяцій на більшій частині свого ареалу. Міжнародний союз охорони природи оцінив його природоохоронний статус як «вразливий». Приблизно 15% популяції цього виду зустрічається в ряді охоронних територій по всьому ареалу.